# 紹爾-謝拉赫引理

紹爾-謝拉赫引理，經帕约尔推廣的版本：對於每個有限族（綠色），都存在同樣多個集合組成的另一族（藍色），使得藍色族中每個集合，都被綠色族「碎裂集」。

组合数学和極值集合論中，紹爾-謝拉赫引理（英語：Sauer–Shelah lemma）斷言，若集合族的VC维低，則該族不能有太多個集合。引理得名於諾貝特·紹爾和薩哈龍·謝拉赫，兩人分別獨立於1972年發表此結果。較之略早，在1971年，弗拉基米尔·瓦普尼克和亞歷克塞·澤范蘭傑斯合著的論文已有此結果（「VC維」即以兩人為名）。謝拉赫發表引理時，亦歸功於米哈·佩爾萊斯，故引理又稱為佩爾萊斯-紹爾-謝拉赫引理。
布萨格洛等人稱其為「關於VC維的最根本結論之一」。引理在若干方面有應用，就各發現者的研究動機而言，紹爾是研究集族的組合學，謝拉赫研究模型论，VC二氏則研究统计学。後來，引理亦用於离散几何和图论。

## 定義及敍述
設{\displaystyle \textstyle {\mathcal {F}}=\{S_{1},S_{2},\dots \}}為一族集合，{\displaystyle T}為另一集，此時所謂{\displaystyle T}為{\displaystyle {\mathcal {F}}}的碎裂集，意思是{\displaystyle T}的每個子集（包括空集和{\displaystyle T}本身），皆可表示成{\displaystyle T}與該族某集之交{\displaystyle T\cap S_{i}}。{\displaystyle {\mathcal {F}}}的VC維是其打碎的最大集的大小。
利用以上術語，紹爾-謝拉赫引理可以寫成：

若{\displaystyle {\mathcal {F}}}是一族集合，且各集合中，合共衹有{\displaystyle n}個不同元素，但
{\displaystyle \textstyle |{\mathcal {F}}|>\sum _{i=0}^{k-1}{\binom {n}{i}}}，則{\displaystyle {\mathcal {F}}}打碎某個{\displaystyle k}元集合。

所以，若{\displaystyle {\mathcal {F}}}的VC維為{\displaystyle k}（故不打碎任何{\displaystyle k+1}元集），則{\displaystyle {\mathcal {F}}}中至多衹有{\displaystyle \textstyle \sum _{i=0}^{k}{\binom {n}{i}}=O(n^{k})}個集合。
引理所給的界已是最優：考慮{\displaystyle n}元集{\displaystyle \{1,2,\dots ,n\}}中，所有小於{\displaystyle k}個元素的子集，所成的族{\displaystyle {\mathcal {F}}}。該族的大小恰為{\displaystyle \textstyle \sum _{i=0}^{k-1}{\binom {n}{i}}}，但是不打碎任何{\displaystyle k}元集。

## 打碎多少集合
帕约尔將紹爾-謝拉赫引理加強為：

有限族{\displaystyle {\mathcal {F}}}必打碎至少{\displaystyle |{\mathcal {F}}|}個集合。

紹爾-謝拉赫引理為其直接推論，因為{\displaystyle n}元全集的子集中，衹有{\displaystyle \textstyle \sum _{i=0}^{k-1}{\binom {n}{i}}}個的元素個數小於{\displaystyle k}。故{\displaystyle \textstyle |{\mathcal {F}}|>\sum _{i=0}^{k-1}{\binom {n}{i}}}時，即使全部小集皆已打碎，仍不足{\displaystyle |{\mathcal {F}}|}個，故必有打碎某個不少於{\displaystyle k}元的集合。
亦可將「碎裂」的概念加以限縮，變成「順序碎裂」（order-shattered）。此時，任意集族順序打碎的集合數，必恰好等於該族的大小。

## 證
紹爾-謝拉赫引理的帕約爾變式可使用数学归纳法證明，此證法一說出自諾加·阿隆，一說出自朗·阿哈羅尼及朗·霍爾茲曼（Ron Holzman）。
作為歸納法的起始步驟，單一個集合組成的族{\displaystyle {\mathcal {F}}}，能打碎空集，已足{\displaystyle |{\mathcal {F}}|}個。
至於遞推步驟，可假設引理對任意少於{\displaystyle |{\mathcal {F}}|}個集合組成的族皆成立，且族{\displaystyle {\mathcal {F}}}有至少兩個集合，故可選取元素{\displaystyle x}為其一的元素，但不屬於另一集。如此便可將{\displaystyle {\mathcal {F}}}的集合分成兩類：包含{\displaystyle x}的集合歸入子族{\displaystyle {\mathcal {F}}_{1}}，不含{\displaystyle x}的則歸入{\displaystyle {\mathcal {F}}_{0}}。
由歸納假設，兩子族各自打碎的集合數，其和至少為{\displaystyle |{\mathcal {F}}_{0}|+|{\mathcal {F}}_{1}|=|{\mathcal {F}}|}。 
該些碎裂集不能有元素{\displaystyle x}，因為若要打碎某個有{\displaystyle x}的集合{\displaystyle A}，則族中需要有含{\displaystyle x}的集合，也需要有不含{\displaystyle x}的集合，纔能使該族各集與{\displaystyle A}的交集出齊{\displaystyle A}的全體子集。
若集{\displaystyle S}衹被一個子族打碎，則數算兩子族打碎的集合時，{\displaystyle S}計為一個，數{\displaystyle {\mathcal {F}}}打碎的集合時亦計為一個。但{\displaystyle S}也可能同時被兩子族打碎，如此，數算兩子族打碎的集合時，會將{\displaystyle S}計兩次；不過{\displaystyle {\mathcal {F}}}既打碎{\displaystyle S}，也打碎{\displaystyle S\cup \{x\}}，所以{\displaystyle S}（和{\displaystyle S\cup \{x\}}）在數{\displaystyle {\mathcal {F}}}打碎的集合時，也計為兩次。由此，{\displaystyle {\mathcal {F}}}打碎的集合數，不小於兩子族各自打碎集合數之和，從而不小於{\displaystyle |{\mathcal {F}}|}。
紹爾-謝拉赫引理的原始形式還有另一種證明，利用线性代数及容斥原理，該證法由弗龍克爾·彼得和保奇·亞諾什給出。

## 應用
VC二氏原先將引理應用於證明，若考慮一族VC維固定的事件，則衹需有限多個取樣點，即可近似任意的概率分佈（使取樣所得的事件概率近似該分佈下的事件概率），且取樣點的個數衹取決於VC維數。具體而言，有兩種意義下的近似，各由參數{\displaystyle \varepsilon }定義：
1. 取樣集{\displaystyle S}上的概率分佈定義為原分佈的「{\displaystyle \varepsilon }近似」，意思是每個事件被{\displaystyle S}以該分佈取樣的概率，與原概率所差不過{\displaystyle \varepsilon }。
2. 取樣集{\displaystyle S}（不設權重）定義為「ε網（英语：ε-net (computational geometry)）」，意思是概率不小於{\displaystyle \varepsilon }的任一事件中，必含{\displaystyle S}中至少一點。

由定義，{\displaystyle \varepsilon }近似必為{\displaystyle \varepsilon }網，反之則不一定。
VC二氏以此引理證明，若某集族的VC維為{\displaystyle d}，則必有大小不過{\displaystyle O({\tfrac {d}{\varepsilon ^{2}}}\log {\tfrac {d}{\varepsilon }})}的{\displaystyle \varepsilon }近似。其後，Haussler & Welzl (1987)和Komlós, Pach & Woeginger (1992)等發表了類似的結果，證明必存在大小為{\displaystyle O({\tfrac {d}{\varepsilon }}\log {\tfrac {1}{\varepsilon }})}的{\displaystyle \varepsilon }網，具體上界為{\displaystyle {\tfrac {d}{\varepsilon }}\ln {\tfrac {1}{\varepsilon }}+{\tfrac {2d}{\varepsilon }}\ln \ln {\tfrac {1}{\varepsilon }}+{\tfrac {6d}{\varepsilon }}}。證明存在小{\displaystyle \varepsilon }網的主要方法是，先揀選{\displaystyle O({\tfrac {d}{\varepsilon }}\log {\tfrac {1}{\varepsilon }})}個點的隨機樣本{\displaystyle x}，再獨立揀選另{\displaystyle O({\tfrac {d}{\varepsilon }}\log ^{2}{\tfrac {1}{\varepsilon }})}個點的隨機樣本{\displaystyle y}，然後證明以下的不等式：存在某個較大事件{\displaystyle E}與{\displaystyle x}不交的概率{\displaystyle p_{1}}，與存在同樣的事件，且該事件與{\displaystyle y}相交點數大於中位值的概率{\displaystyle p_{2}}，兩概率之比至多為{\displaystyle 2}。若固定{\displaystyle E}和{\displaystyle x\cup y}，則{\displaystyle x}不交{\displaystyle E}而{\displaystyle y}與{\displaystyle E}相交點數多於中位值的概率很小。由紹爾-謝拉赫引理，{\displaystyle E}與{\displaystyle x\cup y}的交集的可能情況並不太多，計算「存在{\displaystyle E}滿足條件」的概率時，衹需對每種交集的可能性考慮一個{\displaystyle E}，因此由併集上界，可得{\displaystyle p_{1}\leq 2p_{2}<1}，故{\displaystyle x}有非零概率為{\displaystyle \varepsilon }網。
以上論證說明隨機取樣足夠多個點就可能是{\displaystyle \varepsilon }網。此性質以及{\displaystyle \varepsilon }網、{\displaystyle \varepsilon }近似兩概念本身，皆在机器学习和概率近似正確學習方面有應用。计算几何方面的應用則有範圍搜索、去随机化、近似算法。
Kozma & Moran (2013)利用紹爾-謝拉赫引理的推廣，證明若干圖論結果，例如：圖的強定向方案數介於其連通子圖數與邊雙連通子圖數之間。

## 註
1. ↑  多個來源斷言此處（以及與下文VC二氏的發現）的獨立性[3]，如[4][5]。
2. ↑  為每條邊選定一方向，使全幅圖強連通。